# Kayla Sanchez
Kayla Noelle Sanchez (Singapore, 7 april 2001) is een Filipijns-Canadese zwemster.

## Carrière
Bij haar internationale debuut, op de wereldkampioenschappen zwemmen 2017 in Boedapest, eindigde Sanchez samen met Sandrine Mainville, Chantal Vanlandeghem en Penelope Oleksiak als vierde op de 4×100 meter vrije slag. Op de 4×200 meter vrije slag zwom ze samen met Katerine Savard, Mary-Sophie Harvey en Rebecca Smith in de series, in de finale eindigden Harvey, Smith en Savard samen met Mackenzie Padington op de achtste plaats.
Tijdens de Gemenebestspelen 2018 in Gold Coast eindigde ze als zesde op de 50 meter vrije slag en als zevende op de 100 meter vrije slag, op de 200 meter wisselslag strandde ze in de series. Samen met Alexia Zevnik, Penelope Oleksiak en Taylor Ruck veroverde ze zilveren medaille op de 4×100 meter vrije slag, op de 4×200 meter vrije slag behaalde ze samen met Penelope Oleksiak, Rebecca Smith en Taylor Ruck de zilveren medaille. Op de Pan-Pacifische kampioenschappen zwemmen 2018 in Tokio eindigde de Canadese als vijfde op de 200 meter vrije slag, als zesde op de 100 meter vrije slag en als zevende op de 50 meter vrije slag. Samen met Taylor Ruck, Rebecca Smith en Alexia Zevnik sleepte ze de bronzen medaille in de wacht op de 4×100 meter vrije slag, op de 4×200 meter vrije slag legde ze samen met Taylor Ruck, Rebecca Smith en Mackenzie Padington  beslag op de bronzen medaille.
In Gwangju nam Sanchez deel aan de wereldkampioenschappen zwemmen 2019. Op dit toernooi veroverde ze samen met Taylor Ruck, Penelope Oleksiak en Margaret MacNeil de bronzen medaille op de 4×100 meter vrije slag, op de 4×200 meter vrije slag behaalde ze samen met Taylor Ruck, Emily Overholt en Penelope Oleksiak de bronzen medaille. Samen met Markus Thormeyer, Yuri Kisil en Margaret MacNeil in de series van de 4×100 meter vrije slag gemengd, in de finale eindigden Thormeyer en Kisil samen met Taylor Ruck en Penelope Oleksiak op de vierde plaats.
Op de Olympische Zomerspelen van Parijs in 2024 zwemt Sanchez voor Filipijnen op de 100 meter vrije slag.

## Internationale toernooien
| Jaar | Olympische Spelen | WK langebaan                                                                                        | WK kortebaan  | PanPacs                                                                                             | Gemenebestspelen                                                                                    |
| ---- | ----------------- | --------------------------------------------------------------------------------------------------- | ------------- | --------------------------------------------------------------------------------------------------- | --------------------------------------------------------------------------------------------------- |
| 2017 |                   | 4e 4×100m vrije slag 8e 4×200m vrije slag Sanchez zwom enkel de series                              |               | | |
| 2018 |                   | | geen deelname | 7e 50m vrije slag · 6e 100m vrije slag · 5e 200m vrije slag · 4×100m vrije slag · 4×200m vrije slag | 6e 50m vrije slag · 7e 100m vrije slag · 9e 200m wisselslag · 4×100m vrije slag · 4×200m vrije slag |
| 2019 |                   | 4×100m vrije slag · 4×200m vrije slag · 4e 4×100m vrije slag gemengd · Sanchez zwom enkel de series |               | | |

## Persoonlijke records
Bijgewerkt tot en met 21 juli 2019
Kortebaan
| Afstand         | Tijd    | Datum            | Plaats    |
| --------------- | ------- | ---------------- | --------- |
| 50m vrije slag  | 23,94   | 3 november 2018  | Toronto   |
| 100m vrije slag | 51,45   | 14 december 2018 | Sheffield |
| 200m vrije slag | 1.52,59 | 21 december 2018 | Lausanne  |
| 50m rugslag     | 26,78   | 16 december 2016 | Toronto   |
| 100m rugslag    | 58,12   | 4 november 2017  | Toronto   |
| 100m wisselslag | 57,80   | 21 december 2017 | Toronto   |
| 200m wisselslag | 2.04,64 | 14 december 2018 | Toronto   |

Langebaan
| Afstand         | Tijd    | Datum            | Plaats       |
| --------------- | ------- | ---------------- | ------------ |
| 50m vrije slag  | 24,94   | 12 augustus 2018 | Tokio        |
| 100m vrije slag | 53,61   | 21 juli 2019     | Gwangju      |
| 200m vrije slag | 1.57,23 | 9 augustus 2018  | Tokio        |
| 50m rugslag     | 28,13   | 10 januari 2019  | Knoxville    |
| 100m rugslag    | 59,82   | 3 april 2019     | Toronto      |
| 200m wisselslag | 2.12,64 | 26 augustus 2017 | Indianapolis |